# Redondilla
La redondilla és una quarteta pròpia de la mètrica castellana que es compon de quatre versos, normalment octosíl·labs. El que la diferencia del quartet és que els versos de la redondilla són d'art menor.
En general, la rima de la redondilla és abraçada i consonant, si bé en temps moderns també s'ha emprat la rima assonant; és a dir, en la forma abba, entre el primer vers i el quart, i entre el segon i el tercer, cosa que la diferencia de la quarteta, també d'art menor, en què la rima és abab.
(8a) Sépase, pues ya no puedo
(8b) levantarme ni caer,
(8b) que al menos puedo tener
(8a) perdido a Fortuna el miedo.
(Conde de Villamediana, siglo XVII)
No obstant, no és estrany, en mètrica castellana, trobar els termes redondilla y cuarteta (quarteta) usats indistintament per a referir-se a l'estrofa de quatre versos d'art menor, sigui quina sigui la disposició de les seves rimes, i el terme cuarteto (quartet) per a la d'art major.